# 克里格拉赫
克里格拉赫是奧地利的城鎮，位於該國東部，由施蒂利亞州負責管轄，面積93.77平方公里，海拔高度612米，該鎮在1938年3月13日被劃入納粹德國管治範圍，2012年人口5,171。